# Lars Friis
Lars Friis (* 5. května 1976) je dánský fotbalový trenér, od června 2024 hlavní trenér českého klubu AC Sparta Praha, kde působil již od prosince 2022 jako asistent předchozího hlavního trenéra Briana Priskeho. Z funkce byl, ale po prohraném finále Mol Cupu odvolán.

## Trenérská kariéra
Friis zahájil svou trenérskou kariéru v roce 1999 v dánském klubu FC Midtjylland, kde působil až do roku 2015, kdy klub krátce po odchodu trenéra Glena Riddersholma také opustil. Následně se stal asistentem Riddersholma v jiném dánském klubu, a to v Aarhusu. Na jaře 2018 se Friis připojil k londýnskému Brentfordu, kde působil déle než rok na různých pozicích. V červnu 2019 se Friis vrátil do Aarhusu a stal se asistentem trenéra Davida Nielsena.

### Viborg
V lednu 2021 se poprvé vydal na cestu hlavního trenéra, když usedl na lavičku druholigového Viborgu. S týmem vyhrál ve své první sezóně základní část druhé nejvyšší dánské soutěže a povedené jaro zakončil Friisův celek postupem do Superligaen. Podzimní část sezóny 2021/22 zakončil Viborg na osmé příčce a patřil k největším překvapením dánské nejvyšší soutěže.

### Aalborg
V březnu 2022, před začátkem jarní části sezóny, podepsal Friis smlouvu s čtvrtým Aalborgem. Dánský celek ale zakončil sezónu osmi zápasy bez výhry a propadl se na pátou příčku, přišel tak i o účast v evropských pohárech. Po špatném startu do sezony 2022/23 byl Friis 15. září 2022 z pozice hlavního trenéra AaB propuštěn.

### Sparta Praha
Dne 16. prosince 2022 se Friis stal asistentem trenéra Briana Priskeho na lavičce AC Sparta Praha. Ve své první sezóně v Česku pomohl Spartě k prvnímu titulu po devíti letech. V následující sezóně dokázal se Spartou titul v nejvyšší soutěži obhájit, pražský celek navíc vyhrál i domácí pohár a slavil zisk domácího double.
Dne 12. června 2024 nahradil Friis na pozici hlavního trenéra Sparty Praha Briana Priskeho, který odešel do nizozemského Feyenoordu.
27. srpna Spartu po devatenácti letech dovedl do milionářské soutěže, když postoupil přes švédské Malmö. 
 Po prohraném finále Mol Cupu proti SK Sigma Olomouc byl z pozice hlavního trenéra odvolán a dočasně nahrazen trenérem rezervy Lubošem Loučkou.